# Commelina mascarenica
Commelina mascarenica är en himmelsblomsväxtart som beskrevs av Charles Baron Clarke. Commelina mascarenica ingår i släktet himmelsblommor, och familjen himmelsblomsväxter. Inga underarter finns listade.